# Babordsranten
Barbordsranten (norwegisch für Backbordkamm) ist ein kleiner Gebirgskamm im ostantarktischen Königin-Maud-Land. Er liegt am südwestlichen Ende des Ahlmannryggen in einer Entfernung von 1,5 km südlich des Bergs Stamnen.
Norwegische Kartografen, die ihn auch benannten, kartierten ihn anhand von Vermessungen und Luftaufnahmen der Norwegisch-Britisch-Schwedischen Antarktisexpedition (1949–1952).